# Rudolf von Dingelstädt
Rudolf von Dingelstädt († 29. April 1260) war von 1253 bis 1260 Erzbischof von Magdeburg.

## Leben

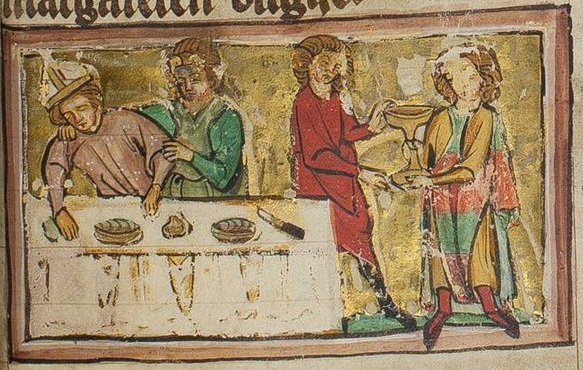
Der Tod Rudolfs von Dingelstädt in einer Handschrift der Sächsischen Weltchronik (Staats- und Universitätsbibliothek Bremen, msa 0033, fol. 102r.).

Rudolf von Dingelstädt, aus thüringischem Adel stammend, vorher schon (1235) als Domdechant von Magdeburg bezeugt, wurde im April 1253 zum Nachfolger Wilbrands von Käfernburg gewählt.
Die Markgrafen von Brandenburg erwarben im Jahre 1254 von Ludolf II. von Schladen, Bischof von Halberstadt, die Stadt Aschersleben und das Klostergut Seeleben. Das Domkapitel Halberstadt, das gegen diesen Handel war, verkaufte seinerseits am 13. Juni 1257 beides an das Erzbistum Magdeburg. Dieser letztere Handel wurde vom Papst bestätigt, die Markgrafen waren genötigt, Rudolf beides zu überlassen.
Erzbischof Rudolf erwarb 1257 durch einen Vertrag mit dem Halberstädter Bischof Volrad von Kranichfeld die Grafschaft Seehausen und die Schlösser zu Alvensleben und Hackenstedt für das Erzstift Magdeburg. Der folgende Streit um diese Besitzungen mit dem Markgrafen Otto III. von Brandenburg endete am 12. Mai 1259 mit einem Vergleich. In diesem Vergleich vertragen sich der Erzbischof Rudolf und Otto III., Markgraf von Brandenburg, dahingehend, dass der Erzbischof die Grafschaft Seehausen behält, und zwar gegen Zahlung von 3000 Mark Silber. Um die dem Halberstädter Stift für die Grafschaft Seehausen zu zahlende Summe zusammenzubringen, verpfändete der Erzbischof an den Grafen Siegfried I. von Anhalt-Zerbst am 17. Oktober 1259 für vier Jahre die Städte Jessen und Zörbig gegen ein Darlehen von 1027 Mark Silber.
Rudolf von Dingelstädt verstarb am 29. April 1260 überraschend bei Tische.